# مايكل هايدن (ممثل)
ميخائيل هايدن (بالإنجليزية: Michael Hayden)‏ هو ممثل أمريكي، ولد في 28 يوليو 1963 في الولايات المتحدة. من الجوائز التي نالها جائزة المسرح العالمي سنة 1994.

## جوائز وترشيحات
جوائز
- جائزة المسرح العالمي (1994)

ترشيحات
- جائزة توني لأفضل ممثل في مسرحية [الإنجليزية]‏ (2001)

## وصلات خارجية
- ميخائيل هايدن على موقع IMDb (الإنجليزية)
- ميخائيل هايدن على موقع قاعدة بيانات برودواي على الإنترنت (الإنجليزية)
- ميخائيل هايدن على موقع قاعدة بيانات الفيلم (الإنجليزية)